# Марк Юний Пен (претор)
Марк Юний Пен (на латински: Marcus Iunius Pennus) e политик на Римската република през края на 3 век пр.н.е.
Произлиза от плебейския род Юнии Пени (Junii Penni). През 205 пр.н.е. той еплебейски едил и през 201 пр.н.е. градски претор – urbanus.
Баща е на Марк Юний Пен (консул 167 пр.н.е.) и дядо на Марк Юний Пен (народен трибун 126 пр.н.е.).